# George Johnstone Stoney
George Johnstone Stoney (ur. 15 lutego 1826 w Oakley Park w hrabstwie Offaly, zm. 5 lipca 1911 w Londynie) – irlandzki fizyk i astronom, brat Bindona Stoneya. Profesor Queen’s College Galway.
Stoney wprowadził (w 1891 roku) nazwę elektron dla elementarnej jednostki elektryczności ujemnej w procesie elektrolizy. Ideę tej elementarnej wielkości sformułował w roku 1868, a sześć lat później dokonał jej pierwszego oszacowania.

## Życiorys
W 1848 roku ukończył Trinity College w Dublinie. W latach 1848–1852 pracował u Williama Parsonsa w Birr Castle, gdzie stał się odkrywcą wielu ciał niebieskich skatalogowanych w późniejszym New General Catalogue.